# Прапор Гельсінкі
Прапор Гельсінкі — є полотнищем герба Гельсінкі. Який в свою чергу бере свій початок від міської печатки XVII століття. Герб був складений антикваром Йоганнесом Буреусом на честь шведських іммігрантів, які прибули до Гельсінкі в 1599 році. На гербі зображено корабель, що гойдається на морських хвилях, таким чином зображуючи прихід шведів у цю місцевість. Його геральдичне пояснення говорить: «в синьому полі пливе золотий човен на срібному, хвилястому ложі; у супроводі золотої корони над човном».